# Julia Draganović

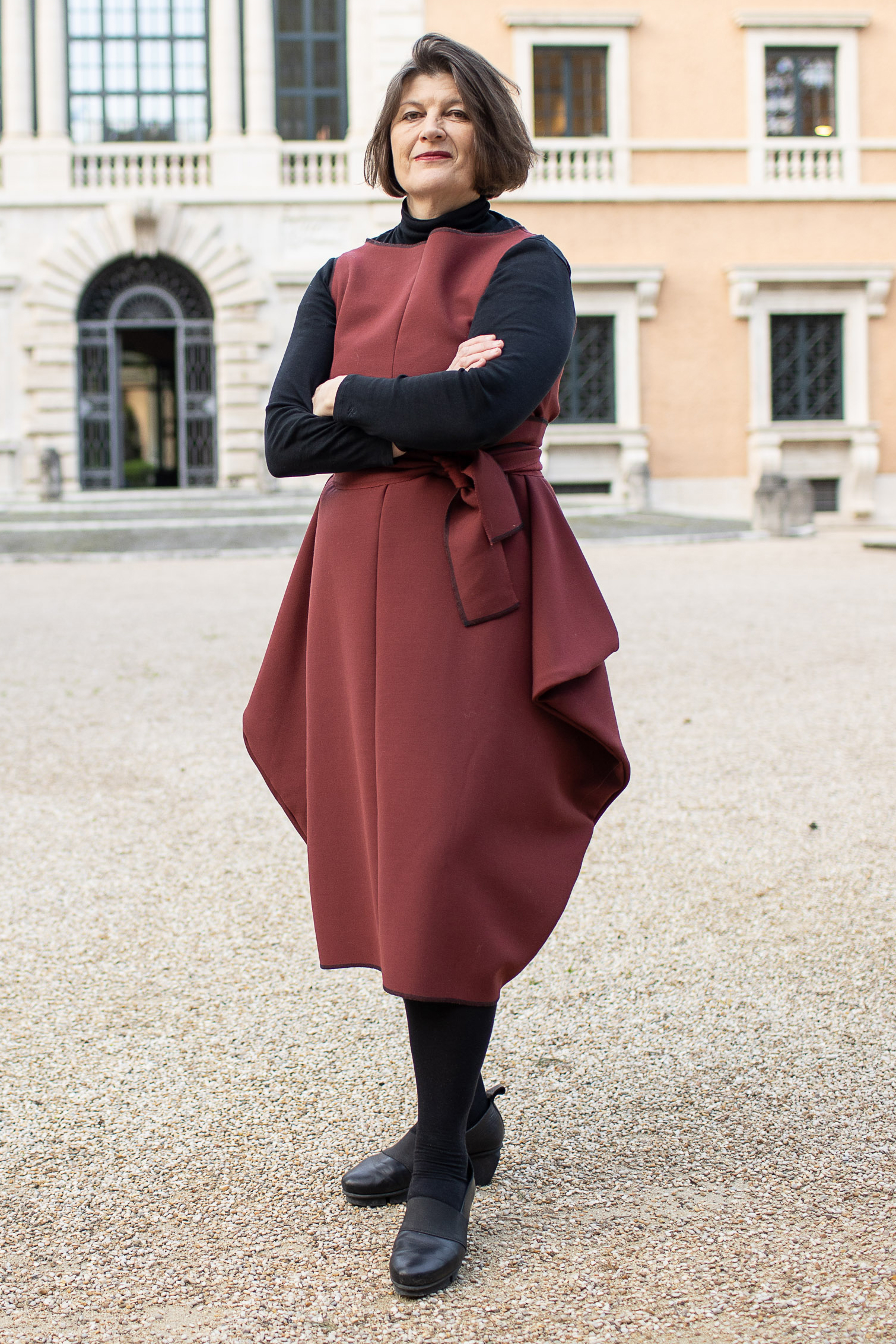
Julia Draganović vor der Villa Massimo (2020)

Julia Draganović (anhörenⓘ; * 1963 in Hamburg) ist eine deutsche Kuratorin und Kulturmanagerin. Einen Schwerpunkt ihres Wirkens stellen die deutsch-italienischen Kulturbeziehungen dar. Seit Juli 2019 leitet sie die Deutsche Akademie Rom Villa Massimo in Rom.

## Studium
Draganović studierte an der Westfälischen Wilhelms-Universität Münster Germanistik, Kunstgeschichte, Philosophie und Romanistik (Italianistik). 1995 wurde sie dort mit der Dissertation Figürliche Schrift. Zur darstellerischen Umsetzung von Weltanschauung in Jüngers erzählerischem Werk promoviert.

## Kuratorin und Kulturmanagerin
Draganović gründete 1999 das „Kulturbüro LaRete“ in Weimar als Zusammenschluss freiberuflicher Kulturmanagerinnen. Von 1999 bis 2003 kuratierte sie jedes Jahr eine Doppelausstellung im nahe gelegenen Schloss Ettersburg.
In Weimar war sie als Präsidentin und als Vorstandsmitglied der deutsch-italienischen Gesellschaft Thüringen (DIGIT e.V.) tätig. Als Referentin für Europaangelegenheiten am Thüringer Ministerium für Justiz und Europaangelegenheiten verantwortete sie die Präsentation Weimars als Europäische Kulturhauptstadt 1999 in Brüssel. Für die Bauhaus-Universität Weimar konzipierte und organisierte sie die Kulturveranstaltungen der Europäischen Sommerakademie. Von 1999 bis 2003 leitete sie zudem das internationale Stipendiaten-Programm der ACC Galerie Weimar.
Von 2005 bis 2006 war Draganović künstlerische Leiterin des Chelsea Art Museums in New York. 2009 bis 2014 war sie für die Art Miami als Kuratorin aktiv.
2004 gründete sie in Modena zusammen mit der Kuratorin Claudia Löffelholz das Kuratorenkollektiv, Kulturnetzwerk und Nachfolgeprojekt des gemeinsamen Weimarer Kulturbüros, „LaRete Art Projects.“ 2009 bis 2013 entwickelte und kuratierte sie den International Award for Participatory Art in Bologna.
Von 2007 bis 2009 arbeitete sie als künstlerische Leiterin des PAN Palazzo delle Arti di Napoli in Italien. 2010 bis 2012 war sie in Bologna Kuratorin von „Art First“, der Projekte im öffentlichen städtischen Raum der Kunstmesse Arte Fiera.
Von 2009 bis 2015 war sie Mitglied des Wissenschaftlichen Komitees des MUDAM (Musée d’Art Moderne du Grand-Duc Jean) in Luxemburg. Sie gehört seit 2009 dem Vorstand der New Yorker Nonprofit-Organisation „No Longer Empty“ an. Von 2017 bis 2021 war Draganović Präsidentin der 1973 unter Mitwirkung von Harald Szeemann gegründeten Internationalen Kuratorentagung IKT.
Von 2013 bis 2019 war Draganović Direktorin der Kunsthalle Osnabrück, wo sie einen Schwerpunkt auf Performances legte. Dieses Engagement beendete sie, um die Leitung der Villa Massimo zu übernehmen. Draganović ist es wichtig, die Villa Massimo als Modell für offene temporäre Gemeinschaften zu etablieren, für deren Zugehörigkeit die Nationalität keine Rolle spielt. Für den Rom-Preis der Villa Massimo können sich Künstlerinnen und Künstler bewerben, die nicht unbedingt einen deutschen Pass besitzen, aber in ihrer Kunstsparte bereits Anerkennung gefunden haben und in Deutschland leben.

## Kuratierte Ausstellungen (Auswahl)
- Hautnah. Europäisches Atelierprogramm 1999 (ACC Galerie Weimar)[14]
- Herzblut – Schriftbild. 6. Europäisches Atelierprogramm 2001 (ACC Galerie Weimar)[15]
- Das Maß der Dinge. 7. Europäisches Atelierprogramm 2002 (ACC Galerie Weimar)[16]
- Übermenschen. 8. Europäisches Atelierprogramm 2002 (ACC Galerie Weimar)[17]
- Herkunft Niemandsland. 9. Europäisches Atelierprogramm 2003 (ACC Galerie Weimar)[18]
- Courtney Smith. Tongue and Groove: Movable Sculpture (Chelsea Art Museum, 2006). Kuratiert zusammen mit Manon Slome[19]
- Click or Clash? Strategien der Zusammenarbeit (Ausstellungsreihe, seit 2012)[20]
- Michael Beutler, Architekt – Etienne Descloux, Künstler. (Kunsthalle Osnabrück, 2014 – 2015)[21]
- Maria José Arjona, Niklas Goldbach, Vlatka Horvat, Susanne Bosch, u. v. m.: Was für ein Fest? (Kunsthalle Osnabrück, 2015)[22]
- Pedro Cabrita Reis, Marie Cool und Fabio Balducci, José Dávila, Susanne Tunn, u.v.m: Konkret mehr Raum Ausstellung (Kunsthalle Osnabrück, 2015)[23]
- Ernesto Pujol: Systems of Weight. (Kunsthalle Osnabrück, 2016)[24]
- Jan Tichy: Installation Nr. 29 (Kunsthalle Osnabrück/Neues Rathaus, 2017)[25]
- Felice Varini (Kunsthalle Osnabrück, 2018)[26]
- Andrea Mastrovito: Symphonie eines Jahrhunderts (Kunsthalle Osnabrück, 2018)[27]
- Katharina Hohmann: Inventur. (Kunsthalle Osnabrück, 2019)[28]

## Publikationen (Auswahl)
- Andrea Dietrich und Julia Draganović: Über Menschen. Zur Zukunft des Humanen. 2 Bände, Glaux Verlag Christine Jäger KG, Jena 2003, ISBN 978-3-931743-61-1
- Julia Draganović und Antonella Tricoli (Hg.): Fai da te. Die Welt des Künstlers, 8 Varianten. Nuovagrafica, Carpi 2006
- Julia Draganović: Eroi! Come noi? Electa, Neapel 2007, ISBN 978-88-510-0417-0
- Julia Draganović und Tseng Fangling (Hg.): Tracce nel Futuro/Footprints into the future. Texte von Julia Draganovic, Tseng Fangling and Nicola Oddati. Electa, Neapel 2007
- Julia Draganović: L’Impresa dell’arte/The Enterprise of Art. Electa, Neapel, 2008, ISBN 88-510-0530-3
- Andrea Dietrich, Julia Draganovic and Claudia Löffelholz (Hg): La Bauhaus si muove!/Das Bauhaus bewegt sich! Texte von Andrea Dietrich and Julia Draganović, Nuovagrafica, Carpi 2008
- Julia Draganović, Claudia Löffelholz (Hg.): Viaggio Leggero. niente da perdere/Traveling light. Nothing to lose. Nuovagrafica, Carpi 2008
- Wulf Herzogenrath, Julia Draganović: Yves Netzhammer. Hatje Cantz, Berlin 2009, ISBN 978-3-7757-2318-3
- Stefano Cagol, Julia Draganović: Undergo alarms. Studio d’Arte Raffaelli, Trient 2010, ISBN 978-88-902879-5-4
- Julia Draganović: Andrea Mastrovito. Easy Come, Easy Go. Silvana Editoriale, Mailand 2011, ISBN 978-88-366-2033-3
- Julia Draganović u. a.: The Eye of the Collector. Video works from the Collection Manuel de Santaren. Palladino Editore, Campobasso, 2012
- Julia Draganović, Anna Szynwelska (Red.): This Troublesome, Uncomfortable and Questionable Relevance of Art in Public Space, mit Texten von Chantal Mouffe, Mika Hannula, Jadwiga Charzyńska, Julia Draganović u. v. m. Laznia Centre for Contemporary Art, Danzig 2013, ISBN 978-83-61646-56-3[29]
- Kunsthaus Centre d’art Pasquart Biel/Bienne (Hg.), Julia Draganović, Claudia Löffelholz (Hg. und Autorinnen): IRWIN. How to Read a Map. Verlag für moderne Kunst, Wien 2017, ISBN 978-3-903228-00-9
- Sabine Maria Schmidt, Julia Draganović, Christoph Faulhaber (Hg.), Inke Arns, Julia Draganović, Christoph Faulhaber, u.a: Christoph Faulhaber: A Golden Age. Hatje Cantz, Berlin 2019, ISBN 978-3-7757-4512-3